# Jaroslav Slavický
Jaroslav Slavický (* 12. září 1948, Poděbrady) je český tanečník, choreograf, baletní mistr a pedagog. Od roku 1996 je ředitelem Taneční konzervatoře hlavního města Prahy a jeho manželkou je baletka Kateřina Elšlégrová-Slavická.

## Život
Narodil se do pedagogické a umělecké rodiny. Jeho rodiče se poznali, když jeho matka studovala učitelský ústav v Kutné Hoře a jeho otec Jaroslav zde učil. Následně otec začal učit na gymnáziu v Hradci Králové. Právě zde se narodila Jaroslavova sestra a otec zde založil smíšený sbor Královéhradeckých zpěváčků (dnes sbor Jitro). Po válce ale dostal nabídku místa na gymnáziu v Rumburku. Tam založil i Vyšší hudební školu, na které působil do roku 1948. Po politické změně začali na otce naléhat, aby vstoupil do strany. Protože ale nechtěl vstoupit, začaly proti němu silné politické tlaky, až to vyústilo v březnu 1948 v přestěhování do Poděbrad. Právě v Poděbradech se 12. září 1948 narodil Jaroslav Slavický. Jeho otec zde hrál na housle v lázeňském orchestru a vyučoval ve škole. Dne 12. června 1950 byl zatčen StB a v politickém procesu byl odsouzen k jedenácti letům vězení za to, že prý měl napojení na senátora a emigranta Petra Zenkla. Spojení bylo pouze takové, že bratr Zenkla měl zahradu, která sousedila se zahradou jejich domu. Nakonec byl propuštěn díky amnestii v květnu 1960 a na jaře 1969 rehabilitován.
Už v dětství začal Jaroslav chodit do hudební školy učit se hře na klavír a zpěvu. Protože měli doma knihovnu plnou hudebních knih, které často četl, rozhodl se v deseti letech věnovat se profesionálnímu zpěvu. Proto zašel za profesorkou Plojharovou. Ta mu ale řekla, že je ještě brzy a ať počká, než mu hlas sedne a přestane mutovat. Kvůli toho začala jeho taneční kariéra, kdy se rozhodl chodit do kurzů rytmiky a baletu k Soně Macháčkové, jelikož když hrála v rozhlase hudba, vždy tancoval podle ní. Po návratu otce z vězení začal v jedenácti letech jezdit pravidelně z Poděbrad do Baletní přípravky Národního divadla, než se na podzim 1961 rodina přestěhovala do Prahy, kde si jeho otec našel novou práci opraváře hudebních nástrojů a později učitele na housle. V roce 1963 pokračoval na Státní konzervatoři a po absolvování v roce 1967 obdrželi se spolužačkou Michaelou Vítkovou státní stipendium ke studiu na Choreografickém učilišti A. J. Vaganovové v Leningradě. Po návratu zpět domů byl v roce 1968 angažován do Národního divadla. Protože měl ale smlouvu jen na rok, rozhodl se i kvůli situaci v Československu jít se zeptat na Pragokoncert ohledně možnosti zahraničního angažmá. V říjnu toho roku už byl v angažmá ve Štrasburku. Když tam v roce 1970 přijel hostovat Pavel Šmok s Baletem Praha, nabídl mu angažmá v Basileji, kde byl od následující divadelní sezóny šéfem baletu. Nabídku přijal a během tohoto angažmá se zde seznámil se svou ženou Kateřinou Elšlégrovou, s kterou se v roce 1972 vrátili zpět do Československa a nastoupil i zpět do Národního divadla jako sólista. Od roku 1975 byl prvním sólistou a v letech 1990 až 1998 baletní mistr a pedagog. 
Tento všestranně disponovaný tanečník s širokým rejstříkem rolí od prvního oboru, přes charakterní, záporné až po komické, se představil v řadě rolích jako například Václav a Girej v Bachčisarajské fontáně, sólo v Carmina burana, Faust a Satan v Doktoru Faustovi, Camacho v Donu Quijotovi, Albert v Giselle, Princ a Rudovous v Labutím jezeře, Princ v Louskáčkovi, Banquo v Macbethovi, Vlk v Mauglím, Jinoch v Podivuhodném mandarínovi, Kostěj v Ptákovi Ohnivákovi, Radúz v Radúzovi a Mahuleně, Merkucio, Romeo a Paris v Romeovi a Julii, Chlapec v Sinfoniettě, Silvio ve Sluhovi dvou pánů, Harmodius a Crassus ve Spartakovi, Carabosse ve Spící krasavici, Adam ve Stvoření světa, Vezír v Šeherezádě, Chlapec ve Vzpouře not, Princ Radoslav ve Z pohádky do pohádky nebo titulní role v Ondrášovi.
Mimo baletu byl take pedagogem. Po příjezdu ze Švýcarska vyučoval od roku 1972 na Taneční konzervatoři v Praze, která spadala do roku 1978 pod Statní konzervatoř. V roce 1987 absolvoval Taneční katedru Hudební fakulty AMU, obor taneční pedagogika, kde i zde následně do roku 1996 vyučoval. Právě v roce 1996 se stal ředitelem Taneční konzervatoře Praha (později Taneční konzervatoř hlavního města Prahy) a uměleckým ředitelem souboru TKP Bohemia Balet. Pedagogicky působil i v Bordeaux, Edinburghu, Rio de Janeiru, Bloomingtonu, v Kolumbii, Japonsku a v letech 1988 až 1992 byl uměleckým poradcem Newfoundland and Labrador Ballet Kanada. Vytvářel řadu inscenacích pro divadla a byl členem mezinárodních porot řady baletních soutěží Za svou práci obdržel za rok 2021 Cenu Thálie za celoživotní mistrovství v kategorii balet a pantomima a jiný tanečně dramatický žánr.

## Ocenění
- 1987 — titul zasloužilý umělec
- 2021 — Cena Thálie za celoživotní mistrovství v kategorii balet a pantomima a jiný tanečně dramatický žánr